# Raión de Starominskaya
El raión de Starominskaya (del ruso: Староминский район) es uno de los treinta y siete raiones en los que se divide el krai de Krasnodar, en Rusia. Está situado en el área septentrional del krai. Limita al sureste con el raión de Leningrádskaya, al suroeste con el raión de Kanevskaya, al oeste con el raión de Shcherbínovski, al norte con el raión de Azov del óblast de Rostov y al este con el raión de Kushchóvskaya. Tenía 41 300 habitantes en 2009 y tiene una superficie de 1 030 km². Su centro administrativo es Starominskaya.
El territorio del distrito se halla en las llanuras de Kubán-Priazov y está surcado por las aguas del río Yeya y su afluente el Sosyka. Los ríos Yaseni y Albashí nacen el raión.

## Historia
El raión fue establecido el 2 de junio de 1924 en el territorio del anterior ókrug del Don del óblast del Sudeste. En su composición entró la mayor parte del anterior otdel de Yeisk del óblast de Kubán-Mar Negro. Inicialmente formaban parte de él 9 selsoviets: Albashski, Yelizavétovkski, Novodereviánkovski, Kanelovski, Novominski, Novoyásenski, Otradovski, Starominski, Tsar-Darski. El 16 de noviembre de ese año pasa a formar parte del krai del Cáucaso Norte y el 10 de enero de 1934 del krai de Azov-Mar Negro.
El 31 de diciembre de 1934 se distinguieron los raiones de Novominskaya y el de Shteingart, con centro en Shkurinskaya. El 13 de septiembre de 1937 entró en la composición del krai de Krasnodar. El 22 de agosto de 1953 pasaron a formar parte del raión, como resultado de la anulación del raión de Shteingart los selsoviets Bolshekozinski, Kanelovski, Krásnoselski y Shkurinski. Entre el 11 de febrero de 1963 y el 30 de diciembre de 1966 el raión fue anulado y su territorio formó parte del raión de Kanevskaya.
En 1993 se anularon los selsoviets y en 2005 se decidió la división actual.

## Demografía
| Año  | Población |
| ---- | --------- |
| 1959 | 48 081    |
| 1970 | 40 343    |
| 1979 | 40 374    |
| 1989 | 41 524    |
| 2002 | 41 097    |
| 2009 | 41 240    |

## División administrativa
El raión se divide en 5 municipios rurales, que engloban en 21 localidades:
| Municipios de tipo rural       | Poblaciones* |
| ------------------------------ | --- |
| Municipio urbano Kanelovskoye  | - stanitsa Kanelovskaya - jútor Yeiski - seló Pervomáiskoye - posiólok Orlovo-Kubanski                                                         |
| Municipio rural Kuibishevskoye | - jútor Vostochni Sosyk - jútor Západni Sosyk - jútor Vesioli - jútor Mirni - jútor Náberezhni - jútor Storozhi Pervye - jútor Storozhi Vtorye |
| Municipio rural Novoyasenskoye | - stanitsa Novoyásenskaya - jútor Yáseni |
| Municipio rural Rasvetovskoye  | - posiólok Rasvet - posiólok Vostochni - posiólok Dalni - posiólok Zariá - posiólok Pervomaiski - posiólok Pridorozhni                         |
| Municipio rural Starominskoye  | - stanitsa Starominskaya - jútor Zheltye Kopani                                                                                                |

*Los centros administrativos están resaltados en negrita.

## Economía y transporte
Los principales sectores económicos del raión son la agricultura y la ganadería y la industria asociada a la transformación de los productos derivados de ellas, el transporte, los materiales de construcción y el comercio.
Starominskaya es un enlace ferroviario entre el ferrocarril de Yeisk y el ferrocarril Novorosíisk-Bataisk-Rostov. En cuanto al tránsito rodado, las principales carreteras del raión conectan el centro del raión con Kushchóvskaya y la carretera M4 Don Moscú-Novorosíisk, con Leningrádskaya y Pávlovskaya (M4 y M29 Cáucaso, que llega a la frontera azerí), con Yeisk y con Kanevskaya.